# Вачкас
Вачкас — посёлок в Шацком районе Рязанской области. Входит в состав Лесно-Полянского сельского поселения.

## История
В 1966 г. указом президиума ВС РСФСР поселок третьего отделения совхоза «Шацкий» переименован в Вачкас.

## Население
| 1989 | 2010 | 2012 |
| ---- | ---- | ---- |
| 417  | ↘272 | ↗307 |